# Zöldhátú zsemlegomba
A zöldhátú zsemlegomba (Laeticutis cristata) az Albatrellaceae családba tartozó, Európában és Észak-Amerikában honos, lomberdőkben élő, nem ehető gombafaj. 

## Megjelenése
A zöldhátú zsemlegomba kalapja 5-20 cm széles, alakja nagyjából domború, lapos vagy lebenyes, szabálytalan; kerülete kör vagy szabálytalan alakú. Felszíne száraz, sima vagy kissé bársonyos, bőrszerű. Idősen felrepedezhet. Színe sárgás, sárgásbarnás, néha zöldes árnyalattal. Sérülésre olív vagy zöldes foltok alakulhatnak ki rajta, főleg a szélein. 
Húsa vastag, színe fiatalon fehér, idősen sárgás, szívós. Sérülésre vagy kukacrágásoknál olívan vagy zöldesen színeződik. Szaga kellemetlen, íze keserű. 
Tönkre lefutó termőrétege csöves, a pórusok kicsik (1-3/mm), szögletesek. Színe fehér, idősen zöldes vagy sárgás. 
Tönkje 3-6 cm magas és 1-2,5 cm vastag. A kalaphoz középen vagy kissé excentrikusan csatlakozik. Színe sárgás. Felszíne száraz, sima. 
Spórapora fehér. Spórája kerekded, sima, mérete 5-6 x 4-5 µm.

### Hasonló fajok
A barnahátú zsemlegomba hasonlít hozzá.

## Elterjedése és termőhelye
Európában és Észak-Amerikában honos. Magyarországon ritka. 
Savanyú talajú lomberdőkben, főleg hegyvidéki bükkösökben él. Augusztustól októberig terem. 

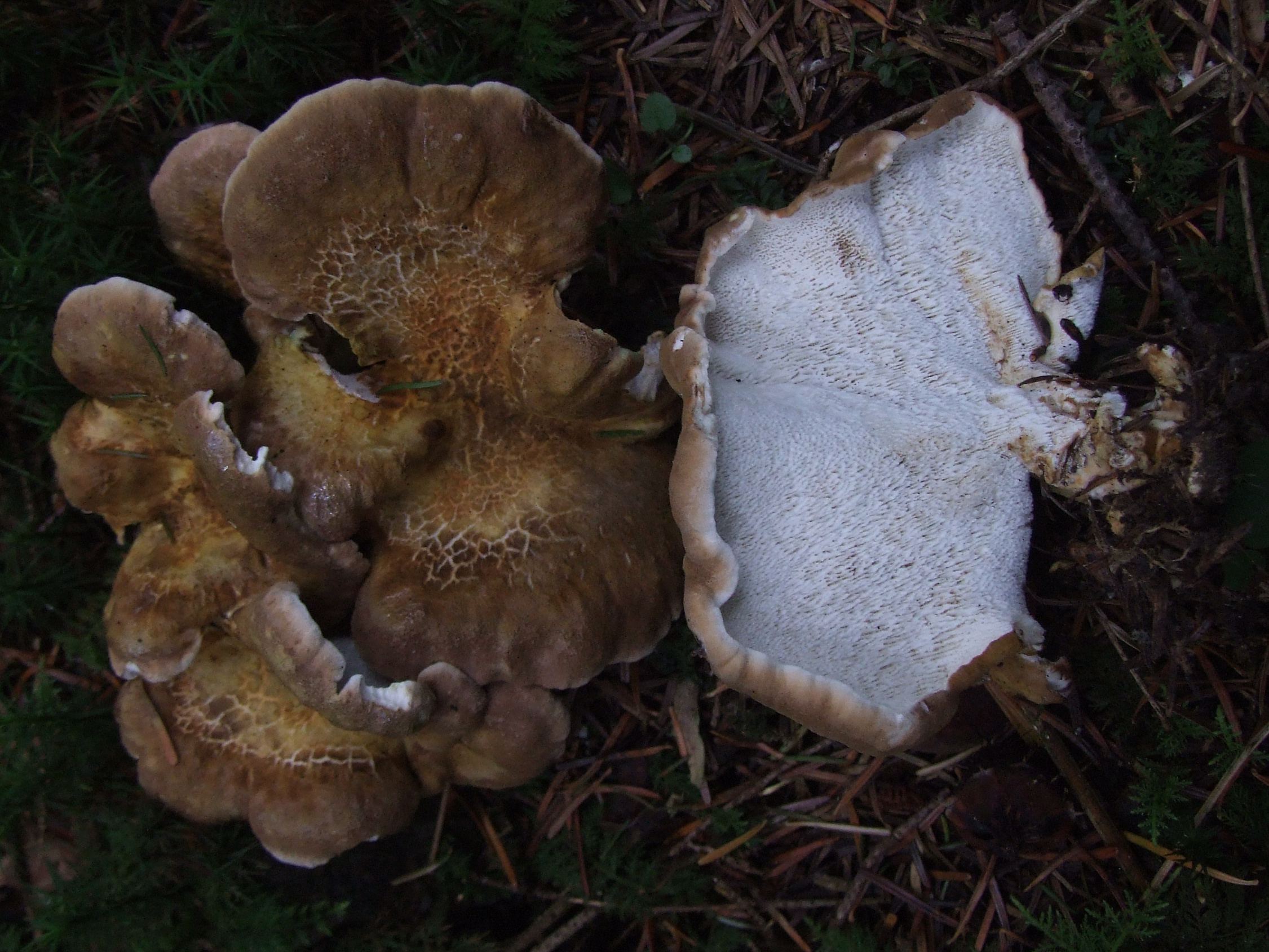
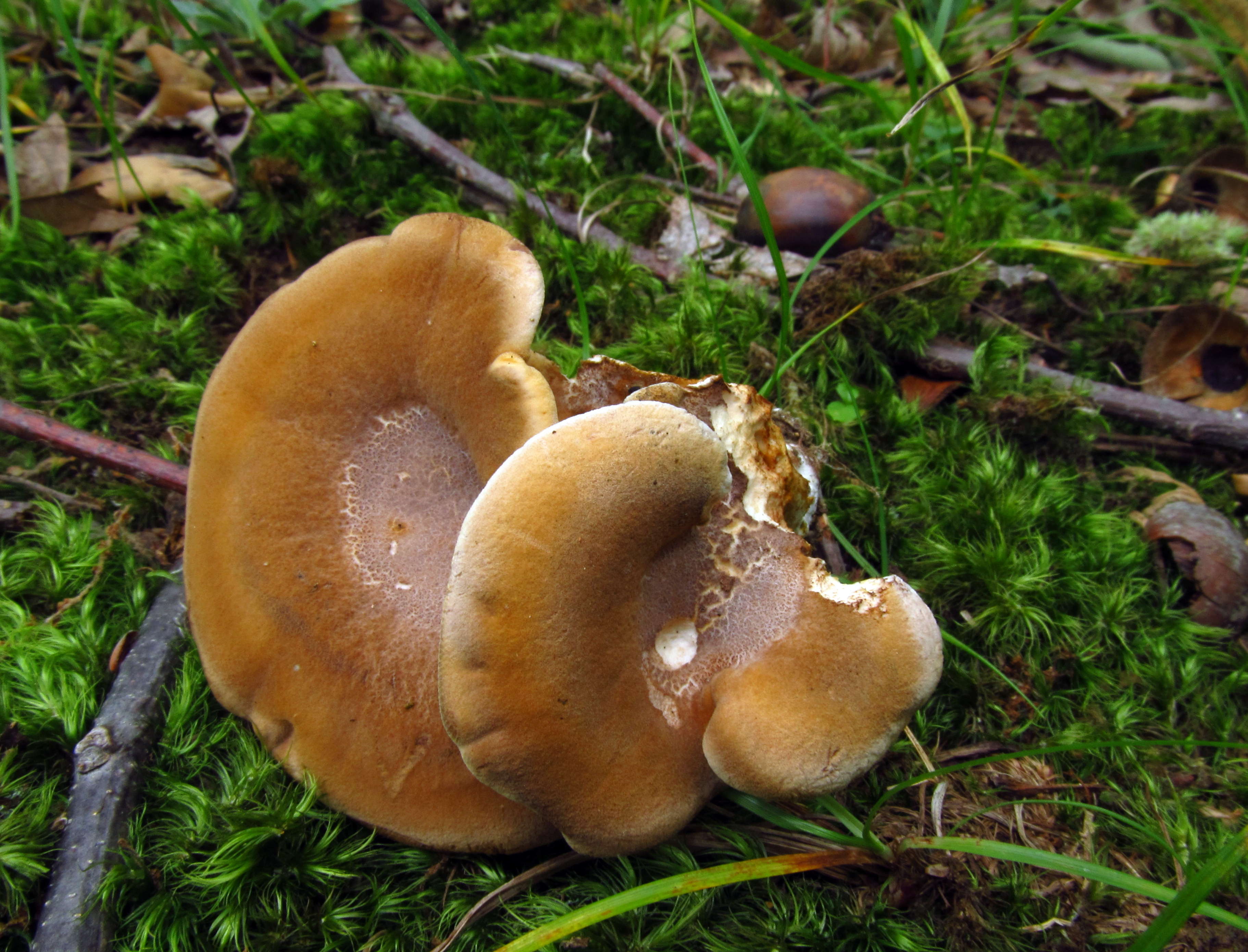
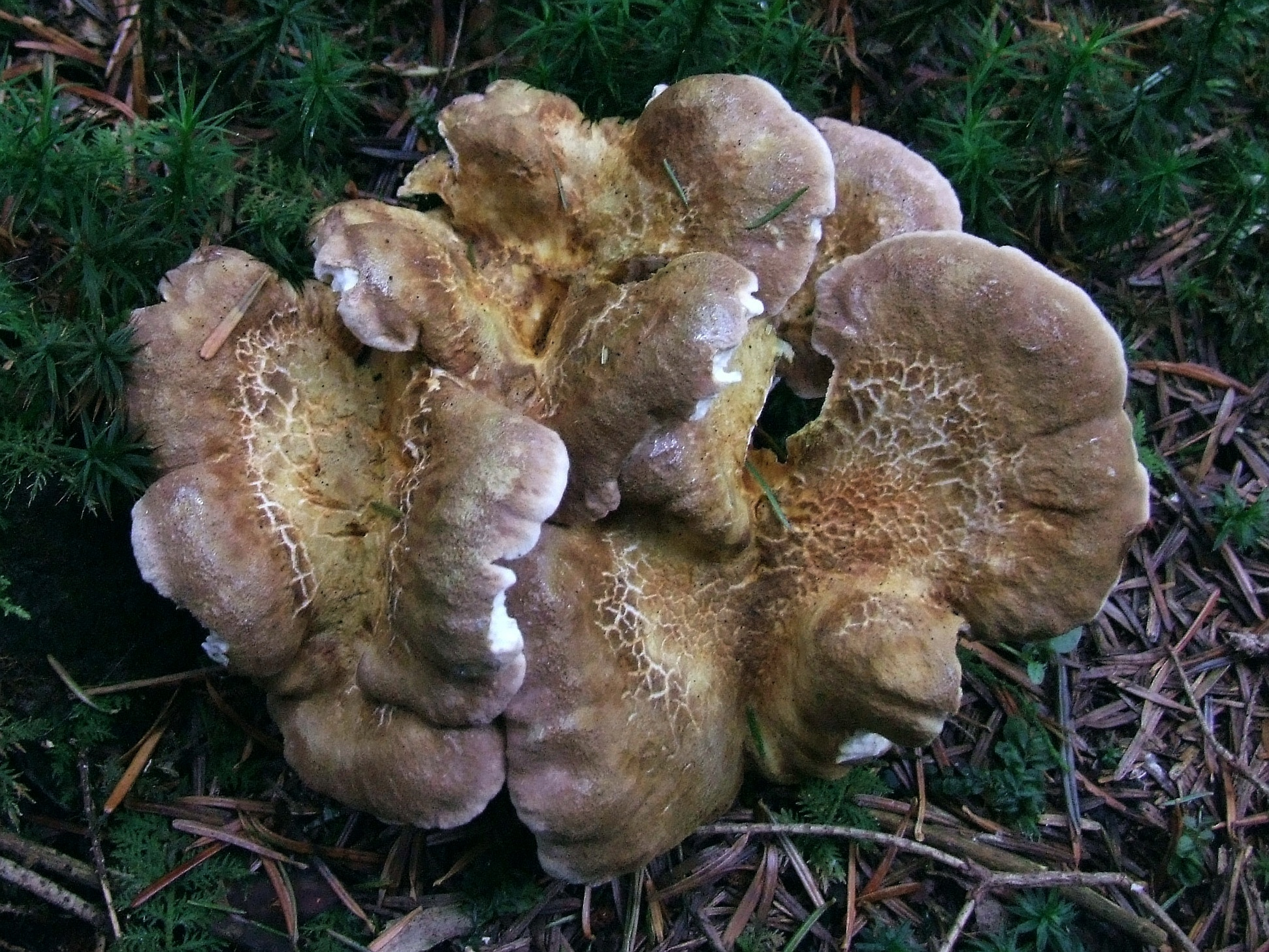
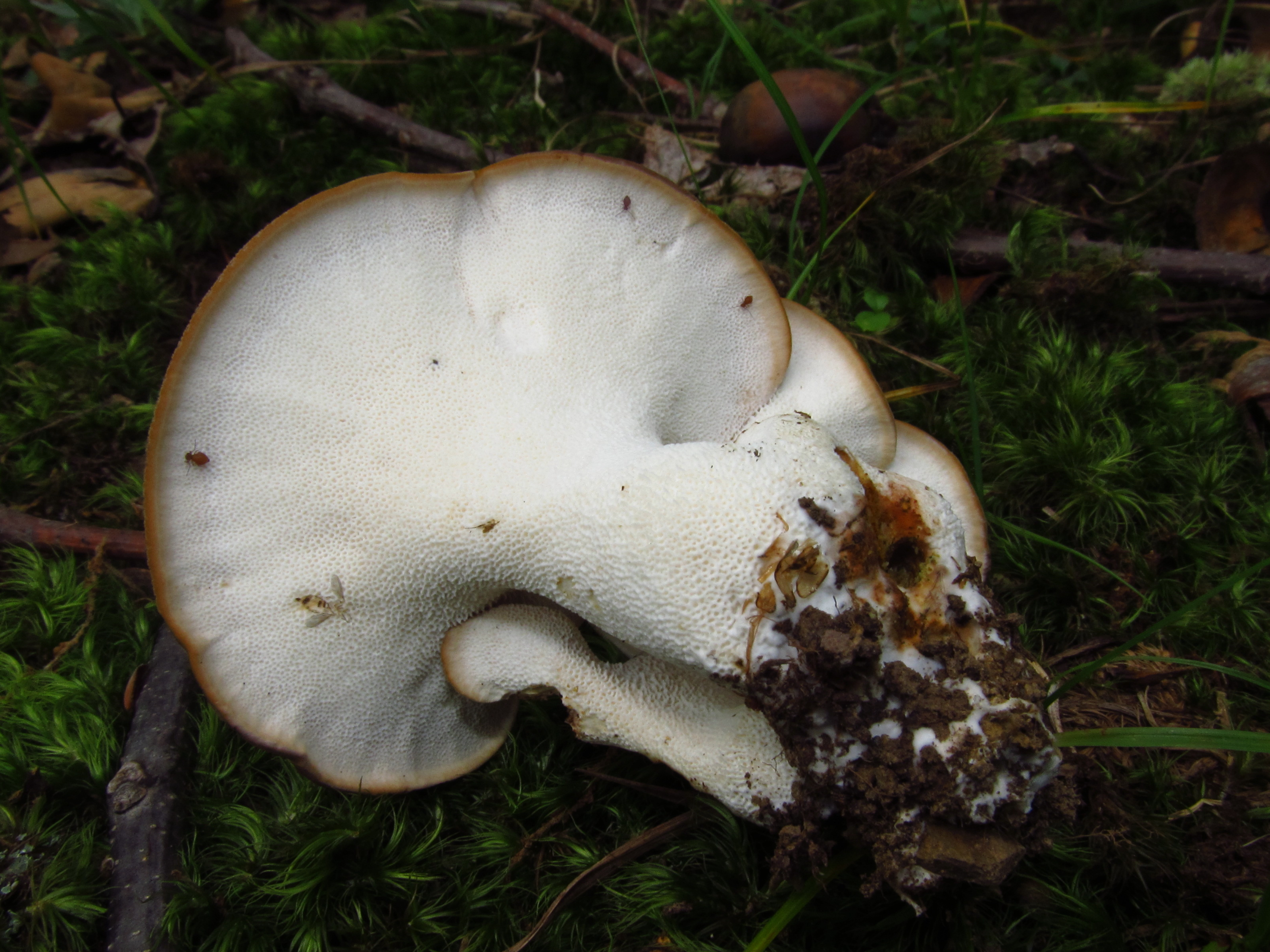
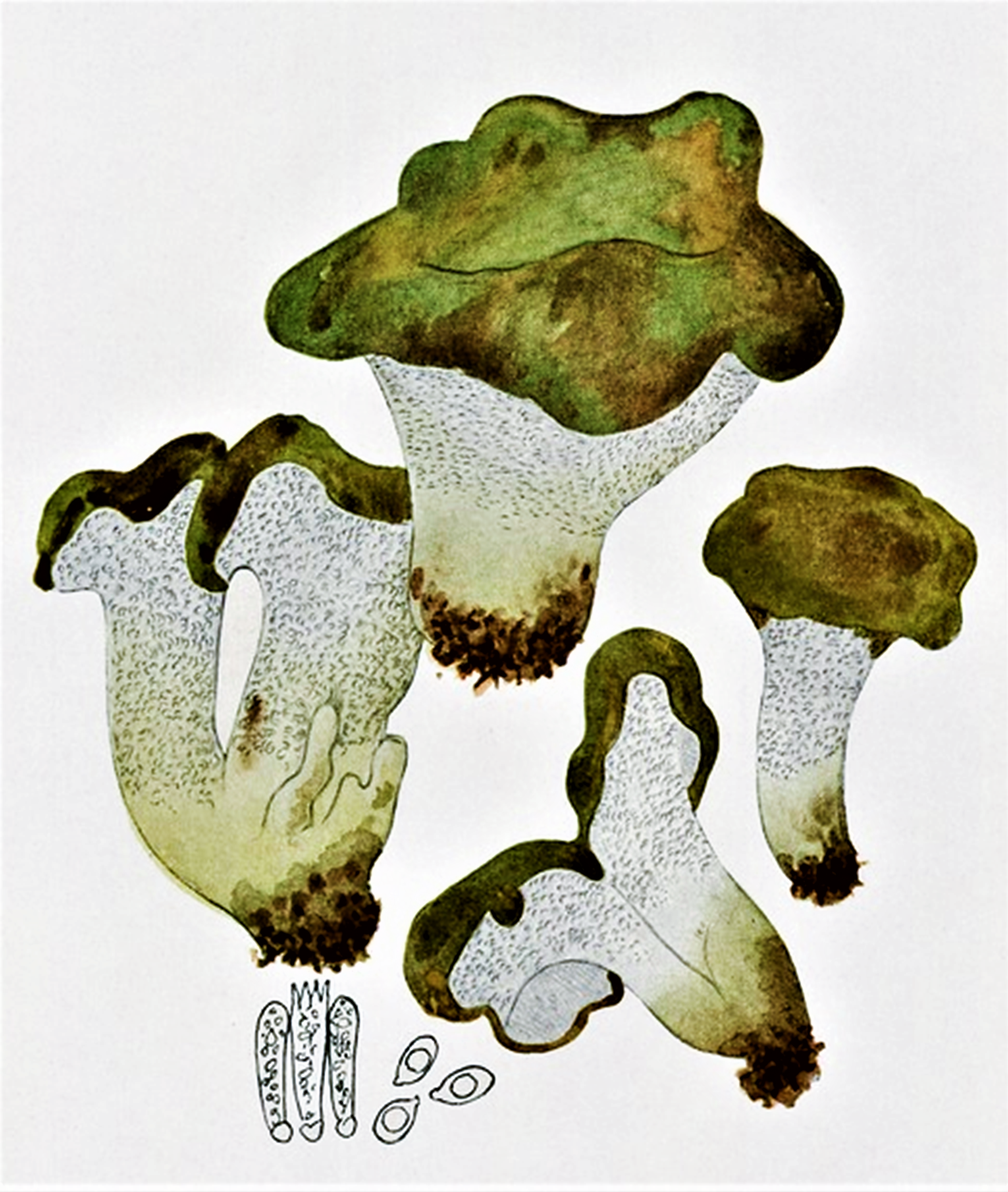

Nem ehető.